# Діді Абулі
Ді́ді Абу́лі (груз. დიდი აბული) або Великий Абул — вулканічна гора у південній Грузії, найвища вершина Абул-Самсарського хребта та Джавахетського нагір'я, що входить до системи Малого Кавказу. Висота гори становить 3305 м.

## Основна інформація
Нижня частина гори складається з пліоценових сірих дацитів, верхня — з плейстоценових дацито-ліпаритів. Лави устворюють сильно витягнутий з заходу на схід масив довжиною 6 км та висотою 1500 м. Гребінь масиву увінчаний трьома вершинами. На південно-західному та північно-східному схилах — паразитичні конуси. З деяких конусів спускаються потоких голоценових лав. На даний момент вулкан неактивний.
Більша частина гори вкрита альпійськими луками.
У підніжжя Діді Абулі знаходився гірський полігон російської військової бази, а після того, як російська армія залишила Джавахетію у 2007 році, навчання на абульському полігоні проводить Сачхерський гірсько-стрілецький батальйон.